# SYNCHRONIZED ROCKERS
『SYNCHRONIZED ROCKERS』（シンクロナイズド・ロッカーズ）は、日本のロックバンド・the pillowsの1枚目のトリビュート・アルバムである。2004年9月16日にキングレコードより発売された。

## 概要
the pillowsの結成15周年記念として、the pillowsの結成日である9月16日に発売された。the pillows側が各アーティストにオファーを出したことにより実現されたトリビュート・アルバムである。
アートディレクターは篠田直樹。

## 収録曲
- 全作詞・作曲：山中さわお

1. RUNNERS HIGH / ストレイテナー [2:06]
  - 編曲：ストレイテナー

7thアルバム『RUNNERS HIGH』収録曲。
2. Funny Bunny / ELLEGARDEN [3:15]
  - 編曲：ELLEGARDEN / サウンドプロデュース：ホリエアキラ / プロデュース：shu-1 MATSUMOTO

8thアルバム『HAPPY BIVOUAC』収録曲。
3. 巴里の女性マリー / The ピーズ with クハラカズユキ [4:35]
  - 編曲：The ピーズ with クハラカズユキ

2ndミニアルバム『90'S MY LIFE』収録曲。
4. Vain dog (in rain drop) / noodles [3:40]
  - 編曲：noodles / プロデュース：吉田仁

9thアルバム『Smile』収録曲。
5. この世の果てまで / YO-KING [4:23]
  - 編曲・プロデュース：YO-KING

9thアルバム『Smile』収録曲。
6. カーニバル / 佐藤竹善 [3:54]
  - 編曲・プロデュース：佐藤竹善

15thシングル。
7. LITTLE BUSTERS / GOING UNDER GROUND [5:21]
  - 編曲・プロデュース：GOING UNDER GROUND・上田ケンジ

6thアルバム『LITTLE BUSTERS』収録曲。
8. Our love and peace / SALON MUSIC [4:15]
  - 編曲・プロデュース：SALON MUSIC

8thアルバム『HAPPY BIVOUAC』収録曲。
9. ハイブリッド レインボウ / BUMP OF CHICKEN [4:10]
  - 編曲：BUMP OF CHICKEN / プロデュース：BUMP OF CHICKEN & MOR

11thシングル。
10. ストレンジ カメレオン / Mr.Children [6:36]
  - 編曲・プロデュース：小林武史 & Mr.Children

6thシングル。
11. Sad Sad Kiddie / YUTA.TOSHI.CHIHO and JIRO'S SESSION (from GLAY JIRO) [3:40]
  - 編曲・サウンドプロデュース：斎藤有太 / プロデュース：JIRO (GLAY)

7thアルバム『RUNNERS HIGH』収録曲。

## 演奏
- ホリエアツシ：Vocal, Guitar, Rhodes (#1)
- ナカヤマシンペイ：Drums (#1)
- 日向秀和：Bass (#1)
- 細美武士：Vocals, Guitar (#2)
- 生形真一：Guitar (#2)
- 高田雄一：Bass (#2)
- 高橋宏貴：Drums (#2)
- 大木温之：Bass, Vocal (#3)
- 安孫子義一：Guitar, Chorus (#3)
- クハラカズユキ：Drums, Chorus (#3)
- YOKO：Vocal, Guitar (#4)
- JUNKO：Guitar (#4)
- IKUNO：Bass (#4)
- AYUMI：Drums (#4)
- YO-KING：Vocal, Guitar (#5)
- 上野一郎：Bass (#5)
- 須貝直人：Drums (#5)
- 佐藤竹善：All Vocals, Electric Guitars & Synthesizer (#6)
- 佐藤強一：Drums (#6)
- 下野ヒトシ：Bass & Programming (#6)
- 松本素生：Vocal, Guitar (#7)
- 中澤寛規：Guitar, Chorus (#7)
- 石原聡：Bass (#7)
- 河野丈洋：Drums, Chorus (#7)
- 伊藤洋一：Keyboards (#7)
- 竹中仁見：Guitar, Violin, Vocal (#8)
- 吉田仁：Guitar, Electronics (#8)
- 藤原基央：Vocal, Guitar (#9)
- 増川弘明：Guitar (#9)
- 直井由文：Bass (#9)
- 升秀夫：Drums (#9)
- 桜井和寿：Vocal, Guitar (#10)
- 田原健一：Guitar (#10)
- 中川敬輔：Bass (#10)
- 鈴木英哉：Drums (#10)
- 小林武史：Keyboards (#10)
- JIRO (GLAY)：Upright Bass (#11)
- 斎藤有太：Piano (#11)
- 永井利光：Drums (#11)
- chiho (MOTOCOMPO)：Vocal (#11)